# Сонячна (станція)
Сонячна ( (до 1965 — Суково), рос. Солнечная) — станція Київського напрямку та маршруту  МЦД-4 Московської залізниці у місті Москва. Входить до Московсько-Смоленського центру організації роботи залізничних станцій ДЦС-3 Московської дирекції управління рухом. За характером основної роботи є вантажною, за обсягом виконуваної роботи віднесена до 1-го класу.
Перша станція на цьому напрямку за МКАД і остання в межах Москви до 1 липня 2012 роки (наступна станція Внуково — на території Нової Москви).

## Розташування
Розташована у північній частині району Солнцево міста Москва. Знаходиться за 16 км SW від Москва-Пасажирська-Київська.  Час руху електропотягом від Москва-Пасажирська-Київська — 23 хвилини. Для деяких маршрутів електричок є кінцевою (до Москва-Пасажирська-Київська).

## Опис
На станції здійснюється формування товарних складів, є близько 20 колій. Існує одноколійне електрифіковане відгалуження у південному напрямку в бік Новопередєлкіно (колишня під'їзна колія Західної водопровідної станції). Одна з під'їзних колій — на ВАТ «Московський комбінат шампанських вин» на північний схід прямує уздовж триколійного головного ходу четвертою колією всередину МКАД повз платформи Сколково, і далі на північ.
Виділяють чотири парки: Парки А і Б по сторонам від головних колій, Сортувальний парк на північ від них, парк Новопередєлкіно на відгалуженні на південь.
На станції закінчується триколійна дистанція Київського напрямку від Москва-Пасажирська-Київська, далі прокладена двоколійна.

### Пасажирський устрій
В межах станції знаходяться два зупинних пункти:
- Однойменна платформа Сонячна
- Платформа Новопередєлкіно в однойменному парку на відгалуженні

З.п. Сонячна має три пасажирські платформи, обладнані критими арковими навісами по всій довжині. Дві двоколійні острівні платформи, розташовані посередині колій, служать для зупинки електропоїздів, прямуючі головною магістраллю або прибувають на станцію як на кінцеву, а одноколійна берегова з південно-східного боку — для електропоїздів, які прямують на відгалуження до Новопередєлкіно. Всі платформи обладнані турнікетами.
Над станцією обладнано критий засклений пішохідний перехід, що поєднує в собі функції вестибюля, касового турнікетного павільйону і торгового комплексу. Для виходу на платформи з критого переходу передбачені сходи і ліфти. Північний вихід веде до автостоянки, Проектованого проїзду та Баковського лісопарку, південний вихід — до Попутної та Наро-Фомінської вулиць, кінцевої зупинки автобусів та ветеринарної лікарні, за 5 хвилинах ходу — Борівське шосе.

## Пересадки
- Автобуси: 518, 689, 695, 707, 734, 750, 862, 881